# Le Veurdre
Le Veurdre – miejscowość i gmina we Francji, w regionie Owernia-Rodan-Alpy, w departamencie Allier.

## Demografia
Według danych na rok 1990 gminę zamieszkiwało 595 osób, a gęstość zaludnienia wynosiła 28 osób/km². W styczniu 2015 r. Le Veurdre zamieszkiwało 525 osób, przy gęstości zaludnienia wynoszącej 24,7 osób/km².